# 五英尺和1520毫米鐵軌
轨距5英尺（1,524毫米）的铁路最早在英国和美国出现。这个轨距在1843年被俄罗斯帝国采用，因此通俗叫做沙俄轨距。沙俄帝国所辖区域一般都继承了这个轨距。苏联铁路在1960年代把数值微调为了1,520 mm（苏联轨距、俄罗斯轨距）。
目前使用俄罗斯轨距的国家一般是前俄罗斯帝国和前苏联所辖区域，包含高加索的亞美尼亞、阿塞拜疆、格鲁吉亚，中亚的哈萨克斯坦、吉尔吉斯斯坦、蒙古国、塔吉克斯坦、土库曼斯坦、乌兹别克斯坦，东欧的白俄罗斯、摩尔多瓦、俄罗斯、乌克兰，以及北歐的爱沙尼亚、芬兰、拉脫維亞。其中芬兰没有跟随苏联改变轨距，因此1,524 mm也叫芬兰轨距；爱沙尼亚在独立后也逐渐采用了这一轨距。香港的山頂纜車由于英国殖民历史，也使用五英尺轨距。
对于速度不足220 km/h的情况，两种轨距在彼此的公差范围内，互相兼容。在芬兰和圣彼得堡之间运行的快板號列車使用的是1,522 mm轮对，可以在两种铁路上高速运行。
俄罗斯轨距在全球有225000千米的铁轨，是世界上第二常用的轨距（第一常用的是标准轨）。

## 历史与限界
1842年美国人George Washington Whistler援引1835年－1846年英国轨距之争向当时的俄罗斯帝国推荐五英尺轨距，称其结合了窄轨（今标准轨）的价格并提供宽轨（今六英尺轨距）的技术优势，并称俄国铁路和西欧“接不上”故“不必考虑换轨问题”，最终获时沙俄“Main Administration of Transport and Buildings”（暂缺俄文名称）认可并于1843年获得沙皇采纳。1860年沙俄确定全国使用五英尺轨距，并使此轨距最终成为世界第二常见轨距。
然而尽管俄罗斯国标ГОСТ 9238（也用于哈萨克斯坦）规定的一般车辆静态限界（Т）高达3.75米（宽）×5.3米（高），远超各种常见标准轨限界，但其为Т与Тпр限界车运输所设定的tank wagons, dump wagons and other车辆静态限界（Тц）仅为3米宽，致使一般车辆限界只有3.4米宽，与亚洲常见（中日韩准轨）的3.4米（宽）×4.5米（高）限界相比并未发挥出宽轨优势。例如61-4179型铁路客车、61-4440型铁路客车宽度均只有3.105米，与中国的绿皮车相同，甚至不及中国大陆动车组常见的3.35米宽车身，车速也与中国大陆的准轨普速车无异。芬兰3.4米（宽）×4.37米（高）之限界相较东亚也无发挥任何宽轨优势。而与标准轨不兼容的劣势却已成为阻碍亚欧路桥交通的因素。